# Vierschanzentournee 1961/62
Bei der 10. Vierschanzentournee 1961/62 fand das Springen in Oberstdorf am 28. Dezember statt, am 30. Dezember das Springen in Innsbruck und am 1. Januar das Springen in Garmisch-Partenkirchen. Die Veranstaltung in Bischofshofen wurde am 6. Januar durchgeführt. Bei der Jubiläumstour konnte ein neuer Teilnehmerrekord verzeichnet werden. Insgesamt waren Athleten aus 14 Ländern am Start, darunter erstmals aus Ungarn, einer eher exotischen Skisprungnation. Nach mehrjähriger Abstinenz nahm wieder eine polnische Mannschaft an der Tournee teil, die natürlich auch bei den bevorstehenden Weltmeisterschaften im einheimischen Zakopane gut aussehen wollte.

## Die Tournee im Schatten des Mauerbaus
Ausgerechnet zum Jubiläum geriet die Tournee wie schon bei ihrer 8. Ausgabe in den Strudel der innerdeutschen Sportbeziehungen. War es 1959 noch der Flaggenstreit, hatte nun der Mauerbau 13. August 1961 erneut Auswirkungen auf das Teilnehmerfeld. Infolge dieses Ereignisses fasste der DSB am 16. August 1961 seine sogenannten Düsseldorfer Beschlüsse. Diese untersagten unter anderem bis auf weiteres die Durchführung von Sportveranstaltungen mit Sportgruppen aus der DDR in der Bundesrepublik. Da die Bundesregierung auf die Einhaltung dieser Beschlüsse achtete und die Stimmung in der bundesdeutschen Bevölkerung der DDR auch nicht unbedingt wohlgesinnt war, unterließ es der DSV, Skispringer aus der DDR zu den Springen nach Oberstdorf und Garmisch einzuladen. Der ÖSV hingegen sprach eine Einladung aus, die von DDR-Seite auch angenommen wurde. Dadurch war von vornherein klar, das Titelverteidiger Helmut Recknagel einen vierten Tourneesieg nicht in Angriff nehmen konnte. Anders als 1959 jedoch solidarisierten sich diesmal nicht alle osteuropäischen Sportverbände mit den DDR-Springern. Lediglich die tschechoslowakischen Athleten traten auf den bundesdeutschen Schanzen nicht an, während die polnischen, ungarischen sowie die sowjetischen Springer bei allen vier Springen antraten.

## Nominierte Athleten
Mit Silvennoinen, Kamenski, Bolkart und Helmut Recknagel waren vier Tourneegewinner am Start, wobei Recknagel nur an zwei Springen teilnahm.
| Nation           | Athleten |
| ---------------- | --- |
| BR Deutschland   | Max Bolkart, Helmut Kurz, Hermann Anwander, Georg Thoma, Helmut Wegscheider, Wolfgang Happle, Alois Haberstock, Heini Ihle, Arthur Bodenmüller, Wolfgang Schüller, Hias Winkler, Edi Heilingbrunner, Josef Schiffner, Axel Zerlaut |
| DDR              | Helmut Recknagel, Willi Wirth, Kurt Schramm, Peter Lesser, Dieter Bokeloh, Lothar Heyer, Siegbert Münch, Johannes Riedel |
| Österreich       | Willi Egger, Walter Habersatter, Otto Leodolter, Gerhard Niederhammer, Peter Müller, Baldur Preiml, Willi Köstinger, Horst Moser, Sepp Lichtenegger, Walter Steinegger, Ferdl Wallner                                              |
| Finnland         | Eino Kirjonen, Hemmo Silvennoinen, Antero Immonen, Niilo Halonen, Veikko Kankkonen |
| Frankreich       | Guy Mollier, Claude Jean-Prost |
| Jugoslawien      | Božo Jemc, Ludvik Zajc, Miro Oman, Marjan Pečar, Jože Šlibar, Peter Eržen, Milan Rojina |
| Italien          | Nilo Zandanel, Dino De Zordo, Giacomo Aimoni, Bruno De Zordo, Agostino De Zordo |
| Norwegen         | Oddvar Saga, Guttorm Heldahl, Asbjørn Osnes |
| Polen            | Stanisław Polok, Andrzej Kocyan, Antoni Łaciak, Ryszard Witke, Piotr Wala, Gustaw Bujok, Antoni Wieczorek, Władysław Tajner |
| Schweden         | Holger Karlsson, Kjell Sjöberg, Inge Lindqvist, Bert Andersson, Harry Bergqvist, Bengt Eriksson |
| Schweiz          | Francis Perret, Toni Cecchinato, Ueli Scheidegger |
| Sowjetunion      | Nikolai Kamenski, Nikolai Schamow, Koba Zakadse, Rudolf Bykow, Juri Samsonow, Wladimir Bykow |
| Tschechoslowakei | Zbyněk Hubač, Drahomír Jebavý, Jaromír Novlud |
| Ungarn           | Endre Kiss, Tamás Sudár, László Gellér, Janos Horvath |

## Oberstdorf
- Datum: 28. Dezember 1961[1]
- Land:  BR Deutschland
- Schanze: Schattenbergschanze
- Zuschauer: 10.000

Bei bestem Wetter gewann auf der Schattenbergschanze ein alter Bekannter. Kirjonen war schon dreimal Zweiter der Tourneegesamtwertung geworden. Mit den stilistisch besten Sprüngen setzte er sich durch. Überraschender Zweiter wurde der Jugoslawe Božo Jemc. Von den deutschen Springern kam nur Wolfgang Happle unter die besten Zehn. Max Bolkart sprang zweimal Höchstweite, konnte aber beide Sprünge im Auslauf nicht stehen und fiel so hoffnungslos zurück.
| Pos. | Springer           | Land           | Punkte |
| ---- | ------------------ | -------------- | ------ |
| 01   | Eino Kirjonen      | Finnland       | 226,5  |
| 02   | Božo Jemc          | Jugoslawien    | 219,5  |
| 03   | Oddvar Saga        | Norwegen       | 219,0  |
| 04   | Hemmo Silvennoinen | Finnland       | 218,0  |
| 05   | Holger Karlsson    | Schweden       | 216,0  |
| 06   | Wolfgang Happle    | BR Deutschland | 215,5  |
| 07   | Koba Zakadse       | Sowjetunion    | 215,0  |
| 07   | Kjell Sjöberg      | Schweden       | 215,0  |
| 09   | Nikolai Schamow    | Sowjetunion    | 214,0  |
| 10   | Georg Thoma        | BR Deutschland | 213,0  |
| 10   | Inge Lindqvist     | Schweden       | 213,0  |
| 10   | Nikolai Kamenski   | Sowjetunion    | 213,0  |

## Innsbruck
- Datum: 30. Dezember 1961[3]
- Land:  Österreich
- Schanze: Bergiselschanze
- Zuschauer: 20.000

Auf der Baustelle am Bergisel, es fanden Bauarbeiten für die nächsten Olympischen Spiele statt, hatten die Österreicher die Nase vorn. Willi Egger gewann mit Schanzenrekord von 89,5 m und Walter Habersatter verfehlte nur knapp mit 0,3 Punkten Rückstand den zweiten Platz. Erstmal setzte die große polnische Mannschaft in Gestalt von Antoni Wieczorek ein Achtungszeichen, er kam auf Platz fünf ein. Vorjahressieger Helmut Recknagel belegte den elften Platz, er hatte nach Pressemitteilungen noch zu wenig Trainingssprünge absolviert. Auf Grund seines vierten Platzes festigte Eino Kirjonen seinen ersten Platz in der Gesamtwertung.
| Zwischenstand nach 2 Springen | Zwischenstand nach 2 Springen | Zwischenstand nach 2 Springen |
| Pos.                          | Springer                      | Punkte                        |
| ----------------------------- | ----------------------------- | ----------------------------- |
| 01.                           | Kirjonen                      | 445,0                         |
| 02.                           | Zakadse                       | 434,7                         |
| 03.                           | Silvennoinen                  | 430,2                         |

| Pos. | Springer           | Land           | Punkte |
| ---- | ------------------ | -------------- | ------ |
| 01   | Willi Egger        | Österreich     | 225,0  |
| 02   | Koba Zakadse       | Sowjetunion    | 219,7  |
| 03   | Walter Habersatter | Österreich     | 219,4  |
| 04   | Eino Kirjonen      | Finnland       | 218,5  |
| 05   | Antoni Wieczorek   | Polen          | 214,4  |
| 06   | Max Bolkart        | BR Deutschland | 213,4  |
| 07   | Nikolai Schamow    | Sowjetunion    | 212,6  |
| 08   | Kjell Sjöberg      | Schweden       | 212,5  |
| 09   | Hemmo Silvennoinen | Finnland       | 212,2  |
| 10   | Juri Samsonow      | Sowjetunion    | 210,1  |

## Garmisch-Partenkirchen
- Datum: 1. Januar 1962[4]
- Land:  BR Deutschland
- Schanze: Große Olympiaschanze
- Zuschauer: 30.000

So wie in Innsbruck der Tag der Österreicher war, war das Neujahrsspringen der Tag der bundesdeutschen Mannschaft. Drei deutsche Springer unter den ersten vier Plätzen hatte es bis dahin bei der Tournee noch nicht gegeben. Ausgerechnet ein Kombinierer gewann die Tageswertung. Der Olympiasieger in der Nordischen Kombination, Georg Thoma, gewann vor dem abermals starken Österreicher Willi Egger und Wolfgang Happle. Altmeister Max Bolkart rundete mit Platz vier das gute Abschneiden der westdeutschen Springer ab. Durch dieses Ergebnis und die Tatsache, dass der bis dahin Zweitplatzierte der Gesamtwertung, Koba Zakadse, nur den 43. Platz belegte, wurde die Gesamtwertung ordentlich durcheinandergewirbelt. Zwar führte Kirjonen weiterhin unangefochten mit nunmehr fast 20 Punkten Vorsprung, aber dahinter ergab sich nun für Georg Thoma plötzlich die Chance auf einen Podiumsplatz in der Gesamtwertung. Etwas überraschend belegte der Schwede Lindqvist zu diesem Zeitpunkt Platz 4 in der Gesamtwertung.
| Zwischenstand nach 3 Springen | Zwischenstand nach 3 Springen | Zwischenstand nach 3 Springen |
| Pos.                          | Springer                      | Punkte                        |
| ----------------------------- | ----------------------------- | ----------------------------- |
| 01.                           | Kirjonen                      | 661,2                         |
| 02.                           | Silvennoinen                  | 641,4                         |
| 03.                           | Thoma                         | 641,0                         |
| 04.                           | Lindqvist                     | 636,5                         |
| 05.                           | Schamow                       | 634,6                         |
| 06.                           | Kamenski                      | 633,9                         |
| 07.                           | Habersatter                   | 633,7                         |
| 08.                           | Wieczorek                     | 630,9                         |
| 09.                           | Egger                         | 630,7                         |
| 10.                           | Samsonow                      | 624,5                         |

| Pos. | Springer         | Land           | Punkte |
| ---- | ---------------- | -------------- | ------ |
| 01   | Georg Thoma      | BR Deutschland | 225,5  |
| 02   | Willy Egger      | Österreich     | 221,7  |
| 03   | Wolfgang Happle  | BR Deutschland | 220,0  |
| 04   | Max Bolkart      | BR Deutschland | 216,4  |
| 05   | Eino Kirjonen    | Finnland       | 216,2  |
| 06   | Nikolai Kamenski | Sowjetunion    | 215,2  |
| 07   | Niilo Halonen    | Finnland       | 214,2  |
| 07   | Inge Lindqvist   | Schweden       | 214,2  |
| 09   | Veikko Kankkonen | Finnland       | 213,0  |
| 10   | Holger Karlsson  | Schweden       | 212,4  |

## Bischofshofen
- Datum: 6. Januar 1962[5]
- Land:  Österreich
- Schanze: Paul-Außerleitner-Schanze
- Zuschauer: 15.000

Das Abschlussspringen gestaltete sich in jeder Hinsicht denkwürdig. Es begann damit, dass der in der Gesamtwertung Drittplatzierte Georg Thoma zum vierten Springen nicht antrat und stattdessen einen Wettkampf in der Nordischen Kombination Rund um Neukirch bestritt. Diesen gab er im Laufwettbewerb nach ca. 1,5 km gelaufener Strecke auf, da er sich total verwachst hatte. War schon das deutsche Abschneiden in Garmisch herausragend, so setzten die Deutschen Springer beider Mannschaften in Bischofshofen noch einen drauf. Auf Platz zwei bis sechs kamen fünf deutsche Springer, 3 aus der DDR, 2 aus der Bundesrepublik, unter den ersten zehn Plätzen ein. Zur Freude der Zuschauer gewann Willi Egger nach Innsbruck sein zweites Springen dieser Tournee und verbesserte sich in der Gesamtwertung von Platz neun auf den zweiten Platz. Der gesamtführende Kirjonen belegte den 12. Platz.
| Pos. | Springer         | Land           | Punkte |
| ---- | ---------------- | -------------- | ------ |
| 01   | Willy Egger      | Österreich     | 222.7  |
| 02   | Helmut Recknagel | DDR            | 220,3  |
| 03   | Wolfgang Happle  | BR Deutschland | 215,0  |
| 04   | Dieter Bokeloh   | DDR            | 213,6  |
| 05   | Werner Lesser    | DDR            | 212,8  |
| 06   | Heini Ihle       | BR Deutschland | 210,5  |
| 07   | Koba Zakadse     | Sowjetunion    | 210,0  |
| 08   | Oddvar Saga      | Norwegen       | 208,8  |
| 09   | Antoni Wieczorek | Polen          | 208,5  |
| 10   | Nikolai Schamow  | Sowjetunion    | 206,1  |

## Gesamtstand
Altmeister Eino Kirjonen gelang nach drei zweiten Plätzen ein Starkes Comeback. Den Grundstein dafür legte er gleich beim ersten Springen in Oberstdorf, wobei er dabei auch vom Sturz Willi Eggers profitierte. Der Österreicher war der überragende Springer dieser Tournee, der zwei Springen gewann und in Garmisch Zweiter wurde. Sein Sturz in Oberstdorf raubte ihm aber den Gesamtsieg.
| Rang | Name               | Nation         | Gesamt- wertung | Oberst- dorf | Inns- bruck | Garmisch- Partenk.- | Bischofs- hofen |
| ---- | ------------------ | -------------- | --------------- | ------------ | ----------- | ------------------- | --------------- |
| 01   | Eino Kirjonen      | Finnland       | 865,1           | 226,5 / 01.  | 218,5 / 04. | 216,2 / 05.         | 203,9 / 12.     |
| 02   | Willi Egger        | Österreich     | 853,4           | 184,0 / 52.  | 225,0 / 01. | 221,7 / 02.         | 222,7 / 01.     |
| 03   | Hemmo Silvennoinen | Finnland       | 843,2           | 218,0 / 04.  | 212,2 / 09. | 211,2 / 12.         | 201,8 / 14.     |
| 04   | Nikolai Schamow    | Sowjetunion    | 840,7           | 214,0 / 09.  | 212,6 / 07. | 208,0 / 18.         | 206,1 / 10.     |
| 05   | Antoni Wieczorek   | Polen          | 839,4           | 212,0 / 13.  | 214,4 / 05. | 204,5 / 26.         | 209,5 / 09.     |
| 06   | Walter Habersatter | Österreich     | 833,4           | 206,0 / 23.  | 219,4 / 03. | 208,3 / 17.         | 199,7 / 18.     |
| 07   | Koba Zakadse       | Sowjetunion    | 833,0           | 215,0 / 07.  | 219,7 / 02. | 188,3 / 43.         | 210,0 / 07.     |
| 08   | Inge Lindqvist     | Schweden       | 832,5           | 213,0 / 10.  | 209,3 / 13. | 214,2 / 07.         | 196,0 / 24.     |
| 09   | Oddvar Saga        | Norwegen       | 830,4           | 219,0 / 03.  | 195,4 / 27. | 207,2 / 21.         | 208,8 / 08.     |
| 10   | Max Bolkart        | BR Deutschland | 828,7           | 193,0 / 42.  | 213,4 / 06. | 216,4 / 04.         | 205,9 / 11.     |